# (11219) Benbohn
(11219) Benbohn est un astéroïde de la ceinture principale.

## Description
(11219) Benbohn est un astéroïde de la ceinture principale. Il fut découvert le 10 mai 1999 à Socorro (Nouveau-Mexique) par le projet LINEAR. Il présente une orbite caractérisée par un demi-grand axe de 2,36 UA, une excentricité de 0,15 et une inclinaison de 0,6° par rapport à l'écliptique.

## Compléments